# Campylopus chilensis
Campylopus chilensis là một loài Rêu trong họ Dicranaceae. Loài này được De Not. mô tả khoa học đầu tiên năm 1859.